# 8575 Seishitakeuchi
A 8575 Seishitakeuchi (ideiglenes jelöléssel 1996 VL8) a Naprendszer kisbolygóövében található aszteroida. Endate Kin és Vatanabe Kazuró fedezte fel 1996. november 7-én.